# Agrupació Sardanista Olot
L'Agrupació Sardanista Olot és una agrupació cultural fundada el 1962 que s'encarrega de l'organització de l'Aplec de la sardana d'Olot, que se celebra cada estiu des de la fundació de l'agrupació al Parc Nou.

## Història
L'entitat va viure els seus anys daurats a finals de la dècada del 1960 i principis de la del 1970. Fruit d'això es va viure la proclamació d'Olot com a ciutat publilla de la sardana el 1968. Durant aquests anys els associats van arribar al miler, ja que ballar sardanes era també un espai de reivindicació. El 1986 tenia 380 associats. El 1990 tenia més de 300 socis.
Entre els fundadors, primers impulsors i conservadors de l'entitat durant les primeres tres dècades hi va haver Josep Gelis i Francesc Xavier Mas. També van destacar Romà Rama, Francesc Mas, Joan Busquets, Josep Fuentes, Josep Plana i Antoni Sala. Per celebrar el 25 aniversari van fer l'estrena de diverses sardanes, un concert amb la cobla Miramar i la Coral Joventut Sardanista de Puig-reig així com un aplec amb cinc cobles. El 1988 l'aplec fou declarat festa d'interès públic.
El 1991 es va renovar la junta i l'entitat passà a ser presidida per Salvador Vilar i Subiràs, en aquell moment amb 27 anys. L'entitat va promoure activitats per pal·liar la crisi generacional d'aquesta dansa: cursets, concurs de colles, agermanament amb altres danses, invitació a entitats d'arreu, un cicle d'audicions, festivals, concursos, i cantades d'havaneres. L'aplec del 1991 va acollir 5.000 persones.
Amb l'agrupació al darrere, l'Aplec d'Olot a mitjans de la dècada del 1990 va esdevenir una variada mostra de la cultura popular catalana. L'entitat va rebre el guardó Obra del Ballet Popular el 1997 per la promoció d'activitats sardanistes. El 2003 es va sumar a l'any Marià Vayreda amb l'estrena d'una sardana dedicada a l'escriptor i pintor. El 2008 va preparar un festival al cràter del volcà Montsacopa.
L'entitat va celebrar els 40 anys amb un llibre on recollien els cartells encarregats cada any a un artista destacat i que ha tingut la dansa i els instruments de la cobla com a elements destacats del grafisme. Entre els autors hi ha hagut Xavier Carbonell, Pilarín Bayés i Lluís Juanola.
El 2012, en la celebració del 50è aniversari, es va estrenar una versió per a coral i cobla d'Adéu vila d'Olot de Joan Casanovas, una peça recuperada per la tasca de Mercè Sala i Josep Gelis.